# 剑临天下
《剑临天下》（又名：凌云壮志包青天）是部历史侦探悬疑恐怖剧。导演为金石、晓天，由王学兵、范冰冰等人主演。
該剧是以清廉公正聞名於世的包拯（包青天）为主角的推理剧。气氛逼真紧张，案情扑朔迷离，断案手法巧妙，是一部融合悬疑、推理、动作的人气颇高的大戏。剧中有王学兵饰演的包拯与各大反派的斗智斗勇，有扑朔迷离的悬疑剧情，还有他于女主角傲雪的爱情。

## 主要演员
| 演员   | 角色   |
| 王学兵 | 包拯   |
| 范冰冰 | 傲雪   |
| 李宗翰 | 展昭   |
| 李进荣 | 公孙策 |
| 海清   | 武鹤   |
| 陈宝国 | 八贤王 |
| 王刚   | 庞太师 |
| 聂远   | 王朝   |
| 吴庆哲 | 马汉   |
| 小王晶 | 柳燕儿 |
| 沈傲君 | 丽贵妃 |
| 林静   | 羽化仙 |
| 李小冉 | 兰如是 |
| 戴春荣 | 包大娘 |

## 章节
| 章节   | 名称     | 集数  |
| 第一章 | 风云变   | 1~8   |
| 第二章 | 少年行   | 8~13  |
| 第三章 | 阴阳路   | 13~19 |
| 第四章 | 露凝香   | 19~25 |
| 第五章 | 毒霸天下 | 25~29 |
| 第六章 | 无法无天 | 29~34 |
| 第七章 | 真相大白 | 34~40 |

## 与少包系列无关
本片因描述青少年时期的包拯，其剧情构架于国内另外一个电视剧《少年包青天》相似，因而被很多观众误认为是少年包青天系列的作品。为此片方的正式片名则改为《剑临天下》。
同时主演王学兵也同时称本剧绝不像电视剧《少年包青天》那样抄袭日本推理漫画中的手法，本剧从构思到手法完全都是原创的。